# Dzhiavan
Dzhiavan (persiska: جياوان, جِياوان, جيارَوان, Jīāvān) är en ort i Iran.   Den ligger i provinsen Ardabil, i den nordvästra delen av landet, 400 km nordväst om huvudstaden Teheran. Dzhiavan ligger 1 885 meter över havet och antalet invånare är 226.
Terrängen runt Dzhiavan är kuperad. Runt Dzhiavan är det ganska glesbefolkat, med 38 invånare per kvadratkilometer. Närmaste större samhälle är Kūrā'īm, 15,9 km väster om Dzhiavan. Trakten runt Dzhiavan består i huvudsak av gräsmarker.